# Шукач пригод (фільм, 1983)
«Шукач пригод» («Nipernaadi») — радянський художній фільм 1983 року, знятий режисером Кальє Кійськом на кіностудії «Талліннфільм».

## Сюжет
За мотивами роману Августа Гайліта «Томас Ніпернааді». Відомий письменник, втомлений від міської метушні, несподівано залишає упорядковане житло і вирушає у багаторічну подорож.

## У ролях
- Тину Карк — Тоомас Ніпернааді
- Війре Вальдма — Мілла
- Паул Поом — Пеетрус
- Егон Нутер — Паулус
- Маргус Оопкауп — Йонотан
- Катрін Кохв — Елло
- Айре Йохансон — Тралла
- Вільма Луйк — Каті
- Ільмар Таммур — Яаак Лиоке
- Айн Лутсепп — Яан Лиоке
- Оскар Лійганд — слуга
- Кайє Міхкелсон — Інрійд
- Ріта Рааве — Марет
- Яан Реккор — Яанус Роог
- Юрі Ярвет — Сіймон Ваа
- Прійт Адамсон — епізод
- Кайдо Нувіла — епізод
- Хельве Халла — мати Ело
- Уно Касенурм — пожежний
- Лейда Раммо — епізод
- Рудольф Аллаберт — фермер
- Катрін Саукас — дружина Яаана Лиоке
- Енн Клоорен — батько Ело
- Валдур Хімбек — начальник пожежної охорони
- Геннадій Богданов — моряк
- Адо-Рейн Тякер — слуга на фермі Ело

## Знімальна група
- Режисер — Кальє Кійськ
- Сценарист — Юхан Війдінг
- Оператор — Юрій Сілларт
- Композитори — Раймо Кангро, Андрес Валконен
- Художник — Тину Вирве